# Windmühle Margarethe
Die Windmühle Margarethe in Eystrup, Mühlenstraße 11, in der niedersächsischen Samtgemeinde Grafschaft Hoya, stammt vom 19. Jahrhundert.
Sie kann betrieben und auch für Hochzeiten genutzt werden.
Das Gebäude steht unter Denkmalschutz (siehe auch Liste der Baudenkmale in Eystrup).

## Geschichte
Bis ca. 1600 soll es bereits in Eystrup eine Windmühle gegeben haben. Eine zu stark werdende Bewaldung um die Bockwindmühle führte zu einer Verlegung in das freiere Hohenholz. Betrieben durch drei Generationen der Familie Gohde (um 1725 bis 1810) wurde sie verkauft. Jürgen-Friedrich Schneermann ließ nach 1846 eine neue Erdholländermühle bauen, die bereits 1861 abbrannte.
Die nunmehr neue Galerieholländer-Mühle auf einem dreigeschossigen massiven verklinkerten oktogonalen Unterbau mit Pfeilervorlagen, dem zweistöckigen Oberbau mit Holzschindelverkleidung, der hölzernen Galerie und der drehbaren reetgedeckten Kappe mit Steert und Segelgatterflügel wurde 1861 am selben Standort gebaut.
Ab 1882 bis 1919 wurde sie zusätzlich mit einer Dampfmaschine betrieben und danach bis 1978 durch einen Elektromotor. In einem Anbau befand sich die ehemaligen Dampfmühle.

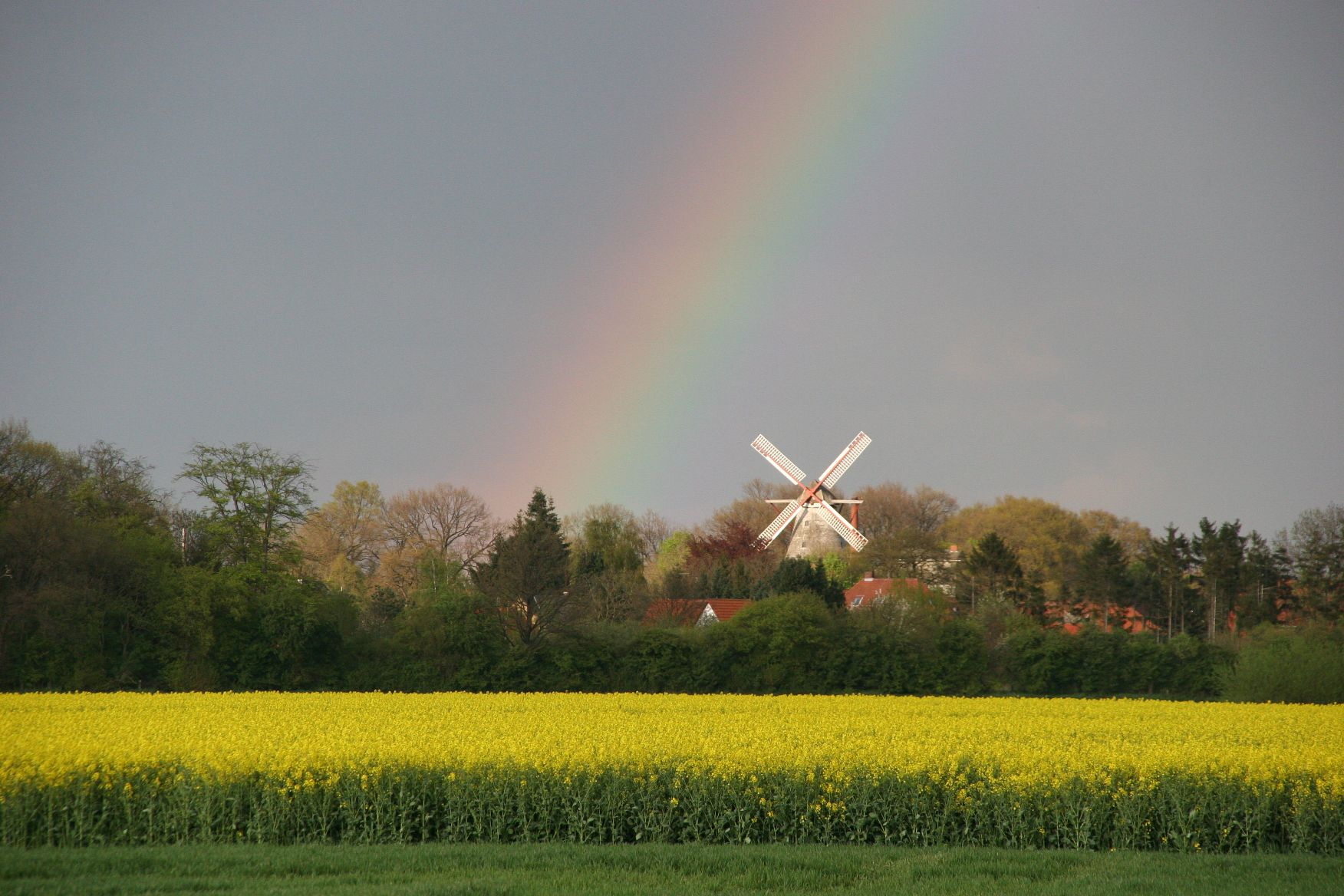

1982 bis 1992 wurde die Mühle aufwendig saniert. Sie erhielt dabei den Namen Margarethe nach der Großmutter des Erbauers.
Die Mühle der Familie Schneermann (2020) ist aktuell mit einem Motor- und zwei Windmahlgängen noch weitestgehend funktionstüchtig. Ein neuer Schrotmahlgang mit zwei Mahlsteinen (Boden- und Läuferstein mit 3,5 Tonnen Gewicht) wurde 2020 installiert, sodass die Mühle nun über drei Schrotmahlgänge verfügt. Gemahlen wird nur zur Demonstration bei besonderen Angelegenheiten.
Betreut wird die Mühle vom Verein Eystruper Mühlenfreunde deren Mitglieder auch Führungen übernehmen. Auch Trauungen sind in der Mühle seit 2003 möglich. Auf einer kleinen Anhöhe ist die Turmholländer-Windmühle ein Wahrzeichen von Eystrup.
In einer Bildergalerie des Heimatvereins wird das Gebäude gezeigt.
Sie ist die Station 29 auf der Niedersächsischen Mühlenstraße/Region zwischen Weser und Hunte.